# A Sinner Am I
| Recensione | Giudizio |
| ---------- | -------- |
| AllMusic   |          |

A Sinner Am I è un album del cantante pop statunitense Johnnie Ray, pubblicato (nel Regno Unito) dalla casa discografica Philips Records nel dicembre del 1959.

## Tracce

### LP (1959, Philips Records, BBL.7348)
Lato A
1. A Sinner Am I – 2:39 (Johnnie Ray)
2. A Hundred Years from Today – 2:18 (testo: Ned Washington, Joe Young – musica: Victor Young)
3. It's All in the Game – 3:18 (testo: Carl Sigman – musica: Charles Dawes)
4. September Song – 4:04 (testo: Maxwell Anderson – musica: Kurt Weill)
5. Don't Worry 'bout Me – 2:57 (testo: Ted Koehler – musica: Rube Bloom)
6. Day by Day – 2:01 (testo: Sammy Cahn – musica: Axel Stordahl, Paul Weston)

Durata totale: 17:17
Lato B
1. If I Had You – 2:17 (Ted Shapiro, Jimmy Campbell, Reg Connelly)
2. Tell the Lady I Said Goodbye – 2:33 (Johnnie Ray)
3. Give Me Time – 2:32 (Alec Wilder)
4. Don't Leave Me Now – 3:27 (Ollie Jones)
5. All the Way – 2:11 (testo: Sammy Cahn – musica: Jimmy Van Heusen)
6. Love – 2:22 (Hugh Martin, Ralph Blane)

Durata totale: 15:22
- Durata brani (non accreditati sull'album originale) ricavati dalla raccolta di 4 CD dal titolo Johnnie Ray: Seven Classic Albums Plus Bonus Singles pubblicato dalla Real Gone Music (RGMCD127)

## Musicisti
- Johnnie Ray – voce
- Jack Parnell – direttore d'orchestra
- Jack Parnell and His Orchestra – componenti orchestra non accreditati

### Produzione
- John Franz – produzione, note retrocopertina album originale[4]